# Protaetia salvazai
Protaetia salvazai är en skalbaggsart som beskrevs av Thierry Bourgoin 1919. Protaetia salvazai ingår i släktet Protaetia och familjen Cetoniidae. Inga underarter finns listade i Catalogue of Life.